# Makilingia costalis
Makilingia costalis är en insektsart som beskrevs av Baker 1924. Makilingia costalis ingår i släktet Makilingia och familjen dvärgstritar. Inga underarter finns listade i Catalogue of Life.